# Машев
Машев (укр. Маші́в) — село в Вишневской сельской общине Ковельского района Волынской области Украины.
До 2020 года входило в Любомльский район.
Код КОАТУУ — 0723382801. Население по переписи 2001 года составляет 735 человек. Почтовый индекс — 44343. Телефонный код — 3377. Занимает площадь 3,55 км².